# Залізо-55
Залізо-55 (55Fe) — радіоактивний ізотоп заліза з ядром, що містить 26 протонів і 29 нейтронів. Він розпадається шляхом захоплення електронів до марганцю-55, і цей процес має період напіврозпаду 2,737 року. Випромінюване рентгенівське випромінювання можна використовувати як джерело рентгенівського випромінювання для різних наукових методів аналізу, таких як рентгенівська дифракція. Залізо-55 також є джерелом оже-електронів, які утворюються під час розпаду.

## Розпад
Залізо-55 розпадається шляхом захоплення електронів до марганцю-55 з періодом напіврозпаду 2,737 року. Електрони навколо ядра швидко пристосовуються до зниженого заряду, не залишаючи своєї оболонки, і незабаром після цього вакансія в «K» оболонці, залишена електроном, захопленим ядром, заповнюється електроном з вищої оболонки. Різниця в енергії вивільняється шляхом випромінювання електронів Оже з енергією 5,19 кеВ з імовірністю близько 60 %, рентгенівського випромінювання К-альфа-1 з енергією 5,89875 кеВ і ймовірністю близько 16,2 %, рентгенівського випромінювання К-альфа-2 з енергією 5,88765 кеВ і ймовірністю близько 8,2 %, або рентгенівського випромінювання К-бета з номінальною енергією 6,49045 кеВ і ймовірністю близько 2,85 %. Енергії рентгенівських променів К-альфа-1 і -2 настільки схожі, що їх часто називають моноенергетичним випромінюванням з енергією фотонів 5,9 кеВ. Його ймовірність становить близько 28 %. Решта 12 % припадає на електрони Оже з нижчою енергією та кілька фотонів від інших, незначних переходів.

## Використання
K-альфа-рентгенівське випромінювання, випромінюване марганцем-55 після захоплення електронів, використовувалося як лабораторне джерело рентгенівського випромінювання в різних методах на основі розсіювання рентгенівських променів. Перевага випромінюваного рентгенівського випромінювання полягає в тому, що воно є монохроматичним і безперервно виробляється протягом багаторічного періоду. Для цього випромінювання не потрібна електроенергія, що ідеально підходить для портативних рентгенівських інструментів, таких як рентгенівські флуоресцентні інструменти. Місія ESA ExoMars використовувала в 2016 році таке джерело на основі заліза-55 для комбінованого рентгенівського дифракційного / рентгенівського флуоресцентного спектрометра. Марсіанська місія MSL 2011 року використовувала функціонально аналогічний спектрометр, але з традиційним джерелом рентгенівського випромінювання з електричним живленням.
Електрони Оже можуть бути застосовані в детекторах захоплення електрона для газової хроматографії. Більш широко використовувані джерела з нікелю-63 забезпечують отримання електронів від бета-розпаду.

## Виявлення
Залізо-55 найбільш ефективно отримують опроміненням заліза нейтронами. Реакція (54 Fe(n,γ) 55 Fe і 56 Fe(n,2n) 55 Fe) двох найпоширеніших ізотопів заліза-54 і заліза-56 з нейтронами дає залізо-55. Більшість спостережуваного заліза-55 утворюється в цих реакціях опромінення, і воно не є первинним продуктом поділу. В результаті ядерних випробувань в атмосфері в 1950-х роках і до заборони випробувань в 1963 році значна кількість заліза-55 була викинута в біосферу. Люди, близькі до полігонів, наприклад інупіати (тубільці Аляски) і жителі Маршаллових островів, накопичили значні кількості радіоактивного заліза. Однак короткий період напіврозпаду та заборона випробувань протягом кількох років зменшили доступну кількість заліза-55 майже до рівнів до ядерного випробування.